# Leutschach an der Weinstraße
Leutschach an der Weinstraße är en kommun i Österrike. Den ligger i distriktet Leibnitz i förbundslandet Steiermark. Kommunen gränsar i söder mot Slovenien. Kommunen bildades 1 januari 2015 genom en sammanslagning av kommunerna Leutschach, Schloßberg, Eichberg-Trautenburg och Glanz an der Weinstraße.
Kommunen består av tio orter (Ortschaften) (inom parentes invånarantal 1 januari 2024):

- Eichberg-Trautenburg (549)
- Fötschach (599)
- Glanz (171)
- Großwalz (129)
- Kranach (192)
- Langegg (94)
- Leutschach (504)
- Pößnitz (438)
- Remschnigg (235)
- Schloßberg (625)